# 11374 Briantaylor
11374 Briantaylor este un asteroid din centura principală de asteroizi.

## Descriere
11374 Briantaylor este un asteroid din centura principală de asteroizi. A fost descoperit pe 23 august 1998 la Stația Anderson Mesa în cadrul programului LONEOS. Asteroidul prezintă o orbită caracterizată de o semiaxă mare de 2,34 ua, o excentricitate de 0,14 și o înclinație de 6,9° în raport cu ecliptica.